# International Baseball Federation

Logo der International Baseball Federation

Die International Baseball Federation (IBAF) war von 1938 bis 2013 der Weltbaseballverband mit Sitz in Lausanne in der Schweiz.
Gegründet wurde der Verband im Jahre 1938. Im Laufe der Jahre änderte sich einige Male der Name der Vereinigung. Ab 1944 lautete der offizielle Name Federación Internacional de Béisbol Amateur (FIBA), 1973 spaltete sich die konkurrierende Vereinigung mit dem Namen Federación Mundial de Béisbol Amateur (FEMBA) ab. Die Verbände vereinigten sich allerdings im Jahre 1976 erneut, diesmal unter dem Namen International Baseball Association (AINBA). 1984 wurde die offizielle Abkürzung in IBA geändert, bevor man sich im Jahre 2000 auf eine Rückkehr zum ursprünglichen Namen International Baseball Federation und der ursprünglichen Abkürzung IBAF einigte.
Im Jahr 2013 fusionierte der Verband mit der International Softball Federation zur World Baseball Softball Confederation.

## Mitglieder
Die IBAF bestand zuletzt aus 112 Mitgliedsverbänden. Nach kontinentalen Verbänden sind dies:
- 16 Mitgliedsverbände der African Baseball & Softball Association (ABSA)
- 15 Mitgliedsverbände der Baseball Confederation of Oceania (BCO)
- 20 Mitgliedsverbändeder Baseball Federation of Asia (BFA)
- 39 Mitgliedsverbände der Confederation of European Baseball (CEB) 
  - hierzu zählen auch die Verbände der deutschsprachigen Nationen Deutschland (Mitglied seit 1953), die Schweiz (Mitglied seit 1982) und Österreich (Mitglied seit 1983).
- 26 Mitgliedsverbände der Pan American Baseball Confederation

## Präsidenten
- Leslie Mann (Vereinigte Staaten): 1938
- Jaime Mariné (Kuba): 1939 bis 1943
- Jorge Reyes (Mexiko): 1944 bis 1945
- Pablo Morales (Venezuela): 1946 bis 1947
- Chale Pereira (Nicaragua): 1948 bis 1950
- Pablo Morales (Venezuela): 1951 bis 1952
- Carlos M. Zecca (Costa Rica): 1953 bis 1968
- FIBA: Juan Isa (Niederländische Antillen): 1969 bis 1975 (FIBA von 1973 bis 1975)
- FEMBA: William Fehring (USA): 1973 bis 1974
- FEMBA: Carlos J. García (Nicaragua): 1975
- Manuel González Guerra (Kuba): 1976 bis 1979
- Robert Smith (USA): 1981 bis 1993
- Aldo Notari (Italien): 1993 bis 2006
- Harvey Schiller (USA): 2007 bis 2009
- Riccardo Fraccari (Italien): 2009 bis 2013